# Delio Gamboa
Delio "Maravilla" Gamboa Rentería (Buenaventura, Valle del Cauca; 28 de enero de 1936-Cali, 23 de agosto de 2018) fue un futbolista colombiano, seleccionado nacional y que podía jugar tanto de volante ofensivo, como de puntero izquierdo. En 1967 el periodista Mike Forero Nougués afirmaba que “el juego de Gamboa era hábil, preciosista en algunos momentos, eficaz en otros, pero por encima de todo, talentoso. Difícilmente se encuentra, en muchas leguas a la redonda, un jugador más inteligente que él". Hermenegildo Segrera también decía “Era un excelente jugador, exquisito, gran cabeceador... Era un ‘10’ clásico, manejaba ambos perfiles, cabeceaba muy bien, ubicaba la pelota”. En los registros del fútbol colombiano es considerado entre los 5 mejores jugadores de la historia de ese país.

## Biografía
Jugador de fútbol colombiano, puntero izquierdo y centro delantero. Comenzó su carrera a los 19 años en el fútbol aficionado con la selección Valle del Cauca donde salió campeón nacional departamental en 1956 con la famosa "llave negra" al lado de Marino Klinger y Alberto "Cóndor" Valencia y llegó a tener fama en todo el país con este escuadra, la más recordada de cuantas selecciones departamentales hubo en el fútbol colombiano.
Allí fue protagonista de una de las primeras hazañas del fútbol colombiano cuando la Selección del Valle del Cauca se enfrentó al River Plate de Argentina donde jugaba Omar Sívori y empataron a un tanto en el Estadio Pascual Guerrero.
Luego de consagrarse con la Selección del Valle del Cauca, "Maravilla" Gamboa trata de hacerse profesional jugando para el América de Cali pero por un malentendido no logró ingresar al club. Entonces hizo su debut como profesional en 1957 por el Atlético Nacional y luego en 1958 pasó por el Independiente Nacional.
En 1959, Gamboa es transferido al equipo Oro de México, "Mulos", por recomendación de Efraín "Caiman" Sánchez, donde fue reconocido como el jugador extranjero más valioso de la liga mexicana en 1959 y 1960. Fueron los únicos años en que jugó en el extranjero. En 1961 regresa a Colombia para jugar en Millonarios, con el cual salió tetracampeón consecutivo del Fútbol Profesional Colombiano en 1961, 1962, 1963 y 1964. Además ganó la Copa Colombia de 1963.
En 1966 pasó a jugar al rival clásico bogotano de Millonarios a petición de Gabriel Ochoa Uribe quien lo dirigió en Millonarios, el Independiente Santa Fe con el cual salió campeón en 1966 haciendo dupla con Alfonso Cañón. Luego en 1968 fue fichado por el Once Caldas.
En 1971 paso al Deportes Tolima y en 1973 regresa para ser subcampeón con Millonarios del Fútbol Profesional Colombiano, llegó dos veces a la semifinal de la Copa Libertadores (1973-74) (terminando como 3.er mejor equipo de América), para retirarse en este último año, el 7 de abril, en una despedida que se festejó con un doblete entre la Selección del Valle del Cauca y una Selección de extranjeros del Fútbol Profesional Colombiano y de fondo el juego entre Atlético Nacional y Millonarios, el primero, el equipo en que debutó, y el segundo, el equipo en que se consagró y se retiró, juego que terminó con triunfo de Millonarios por 3-0.
Tuvo el honor de hacer parte y disputar con la Selección Colombia, la Copa del Mundo de Chile 1962, la primera participación colombiana en un Mundial de Fútbol. Fue el más destacado del equipo tricolor en ese Mundial.
En 2002 el canal regional Telepacífico realizó un documental sobre su vida dirigido por Juan Carlos Díaz Giraldo titulado Que Maravilla de Viaje, donde se muestra el origen del fútbol aficionado en Buenaventura en las décadas de los años 30, 40 y 50, escenario donde crece y hereda el apodo que lo acompañara toda su vida de su hermano otro futbolista aficionado que le pegaba durísimo al balón y en cualquier charla callejera se refería a todo como: "Qué maravilla esto", "Qué maravilla aquello", de modo que Delio que era menor recibe este nuevo bautizo para la posteridad por herencia familiar. Documental donde se evidencia también porque nunca pudo jugar en uno de los equipos de Cali, más específicamente el América de Cali, con un trasfondo racista por parte de uno de los dirigentes más polémicos de su época como lo fue Aníbal Aguirre Arias, donde le recuerda su condición de negro por pedir un poco más de dinero para que se llevara a cabo su contratación. Como común denominador todos los jugadores del pacífico colombiano de ese entonces se dirigían paradójicamente primero a los equipos de Bogotá, léase Los Millonarios o Santa Fe, que a los equipos de su región, léase América o Deportivo Cali. Ejemplos hay varios: Willington Ortiz, Victor Campaz o Adolfo "El Tren" Valencia. Donde además se le hace un pequeño homenaje al que fuera su mejor amigo, también de Buenaventura, Marino Klinger. Documental que termina nominado al Premio Nacional de Periodismo por el Círculo de Periodistas de Bogotá en la categoría de Televisión para el año de 2004.
"Maravilla" Gamboa es sin duda considerado uno de los mejores jugadores colombianos de todos los tiempos y uno de los primeros en brillar en el exterior. Después de estar ligado en las Divisiones menores de Millonarios 20 años y con el fallecimiento de su esposa Maravilla se iría a vivir con su hijo menor a la ciudad de Cali.
El 22 de agosto de 2018 falleció por quebranto en su salud.

## Selección nacional
Con la Selección Colombia debutó en el encuentro frente a Uruguay por las Eliminatorias a la Copa del Mundo de Suecia 1958, también disputó las Eliminatorias a la Copa del Mundo de Chile 1962.

### Participaciones en Copa América
| Copa América      | Sede    | Resultado      | Partidos | Goles |
| ----------------- | ------- | -------------- | -------- | ----- |
| Copa América 1957 | Perú    | 5º lugar       | 5        | 3     |
| Copa América 1963 | Bolivia | 7º lugar       | 5        | 2     |
| Copa América 1967 | Uruguay | No Clasificado | 2        | 1     |

### Participaciones en Copas del Mundo
| Mundial                        | Sede  | Resultado    | Partidos | Goles |
| ------------------------------ | ----- | ------------ | -------- | ----- |
| Copa Mundial de Fútbol de 1962 | Chile | Primera fase | 1        | 0     |

## Clubes

### Como jugador
- Se suman 24 partidos y 7 goles con la selección de Colombia.

| Club                | País                | Año                 | Partidos | Goles |
| ------------------- | ------------------- | ------------------- | -------- | ----- |
| Atlético Nacional   | Colombia            | 1957-1959           | 57       | 36    |
| CD Oro              | México              | 1959-1960           | 39       | 13    |
| Millonarios         | Colombia            | 1961-1965 1973      | 176      | 68    |
| Santa Fe            | Colombia            | 1966-1968           | 76       | 33    |
| Once Caldas         | Colombia            | 1969-1971           | 99       | 19    |
| Deportes Tolima     | Colombia            | 1972                | 44       | 9     |
| Total en su carrera | Total en su carrera | Total en su carrera | 491      | 178   |

### Como entrenador
- A su retiro trabajó muchísimos años como profesor de Educación Física en distintos colegios de Bogotá. Al ver que ganaba la mayoría de títulos que disputaba en torneos intercolegiales y tras la salida del eterno Jaime "El Loco" Arroyave en 1989, las directivas de Millonarios deciden que fuera el indicado para la formación de los jugadores azules. Durante 20 años estuvo en el cargo junto a su esposa Zenaida Fajardo de Gamboa, que era la encargada de la casa hogar del club.

| Club          | País     | Temporadas  |
| ------------- | -------- | ----------- |
| Millonarios B | Colombia | 1989 - 2009 |

## Palmarés

### Campeonatos nacionales
| Título           | Club        | País     | Año  |
| ---------------- | ----------- | -------- | ---- |
| Primera División | Millonarios | Colombia | 1961 |
| Primera División | Millonarios | Colombia | 1962 |
| Primera División | Millonarios | Colombia | 1963 |
| Copa Colombia    | Millonarios | Colombia | 1963 |
| Primera División | Millonarios | Colombia | 1964 |
| Primera División | Santa Fe    | Colombia | 1966 |

### Distinciones individuales
- Mejor jugador de la temporada 1959-1960 de la liga Mexicana cuando militaba con el CD Oro.